# Museo Internacional de las Marionetas Antonio Pasqualino
El Museo Internacional de las Marionetas Antonio Pasqualino de Palermo es una instituciones museográficas en el ámbito del teatro de figuras nacional, internacional y contemporáneo.
Fundado en 1975 por la Asociación para la Conservación de las Tradiciones Populares, alberga una amplia colección de más de 5.000 obras, entre marionetas, títeres, sombras, autómatas y máquinas escénicas de todo el mundo. Entre ellos, el Museo posee la mayor y más completa colección de pupi de Palermo, Catania, Nápoles y constituye un centro para la salvaguardia, conservación, valorización, promoción y difusión del patrimonio vinculado a esta práctica teatral, representativa de la identidad del territorio. Enriquecen la colección numerosos materiales utilizados en otras tradiciones de teatro de figuras que han sido declarados por la UNESCO Obras Maestras del Patrimonio Oral e Inmaterial de la Humanidad, y marionetas de artistas contemporáneos creadas en el marco de espectáculos de nueva producción del Museo. Debido a la correlación y sinergia entre sus múltiples actividades y funciones, el Museo Internacional de las Marionetas Antonio Pasqualino, que se ha convertido cada vez más en un "museo de la performance", fue galardonado con el premio antropológico "Costantino Nigra" para la sección de museos en 2001 y con el premio ICOM Italia - "Museo del Año" en octubre de 2017, que reconoció su atractivo en relación con el público.

## Historia

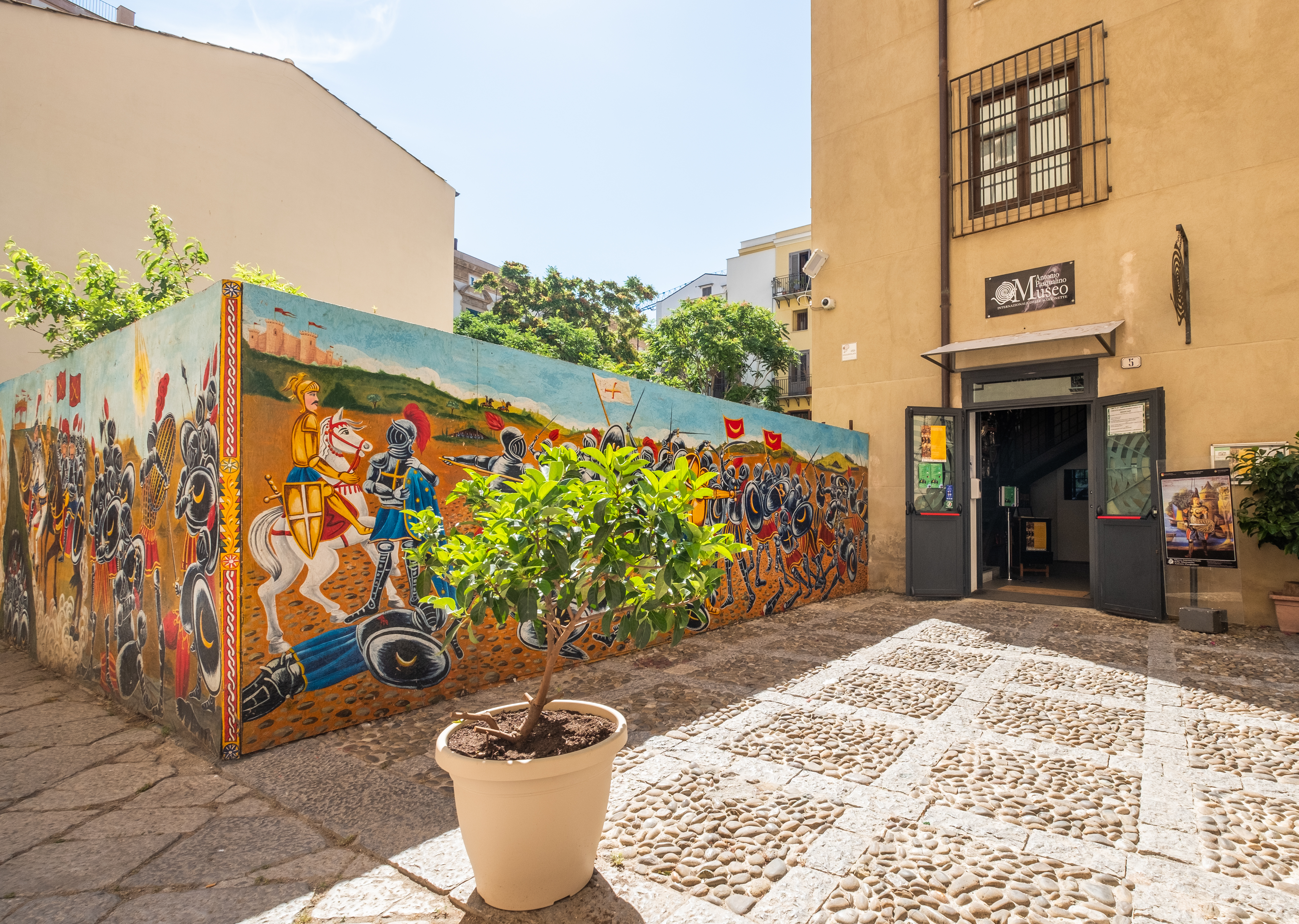
Museo Internacional de Marionetas Antonio Pasqualino

La historia del Museo está ligada a su fundador, Antonio Pasqualino, fallecido en 1995, cirujano y antropólogo palermitano que, en la segunda mitad del siglo XX, trabajó para salvaguardar, promover y revitalizar la Opera dei Pupi en un momento de profunda crisis de esta práctica teatral. Junto con un grupo de intelectuales, fundó en 1965 la Asociación para la Conservación de las Tradiciones Populares y, junto con su esposa Janne Vibaek, recogió muchos testimonios: desde los textos escénicos hasta las marionetas, pasando por los pequeños teatros y el mobiliario, salvándolos de la destrucción y del olvido.
De hecho, la transformación económica y social de Italia y Sicilia a mediados del siglo pasado hizo que el público tradicional - compuesto principalmente por hombres de las clases subalternas que empezaron a no reconocerse en los modelos que transmitían las historias y los personajes que protagonizaban los espectáculos - se alejara. Vaciados de su público tradicional, los pupari de toda Sicilia empezaron a cerrar sus teatros en busca de actividades más rentables, a menudo vendiendo, cediendo o regalando sus llamados "oficios", es decir, el conjunto de objetos necesarios para la puesta en escena de los espectáculos.
Tras diez años de intensa actividad, la Asociación fundó el Museo Internacional de las Marionetas en 1975 con el objetivo de devolver a la ciudadanía el patrimonio que Antonio Pasqualino había adquirido entretanto: un “oficio” de la escuela de Palermo, perteneciente a la histórica familia de Gaspare Canino, y otro de la escuela de Catania, procedente del teatro de Natale Meli.
Desde el principio, la actividad puramente museológica de conservación y salvaguardia del patrimonio se combinó con una intensa actividad teatral. Se organizó la primera Reseña de la Opera dei pupi, a la que se invitaba anualmente a los pupari de toda Sicilia. El objetivo era reforzar la relación entre los pupari sicilianos y el público, fomentando así la transmisión - aún confiada a la oralidad- del vasto patrimonio de conocimientos del que eran y son depositarios.
En 1985, la Reseña de la Opera dei pupi se convirtió en el Festival de Morgana abriéndose a las tradiciones teatrales de figuras de otros países del mundo y al arte contemporáneo. En la actualidad, el Museo sigue organizando el Festival anualmente, invitando a compañías tradicionales y contemporáneas de Italia y del extranjero y complementando los programas teatrales con actividades relacionadas, como exposiciones, conferencias y talleres educativos.

### La Asociación para la Conservación de las Tradiciones Populares
La Asociación para la Conservación de las Tradiciones populares  fue creada en 1965 por Antonio Pasqualino, con la participación de un grupo de académicos e intelectuales.
Desde hace más de cincuenta años, la Asociación se compromete a salvaguardar las tradiciones populares y, en particular, a salvaguardar y promover el teatro de la Opera dei Pupi. Este compromiso se ha manifestado en su apoyo a la candidatura en la UNESCO de la Opera dei pupi sicilianos, que fue proclamada Obra Maestra del Patrimonio Oral e Inmaterial de la Humanidad en mayo de 2001 e inscrita en la Lista Representativa del Patrimonio Cultural Inmaterial en 2008.
En 2018, la Asociación promovió la creación de la 'Red Italiana de Organismos para la Protección, Promoción y Valorización de la Opera dei Pupi', reconocida por el Ministerio del Patrimonio y Actividades Culturales y Turismo como organismo territorial competente en el ámbito de la salvaguarda y representación de la tradición de la Opera dei Pupi siciliana. La Red reúne a 12 compañías de Opera dei pupi sicilianas y a varios organismos culturales y de investigación italianos (entre ellos el Instituto Central del Patrimonio Inmaterial, la Sociedad Italiana de Museografía y Patrimonio Demoetnoantropológico-SIMBDEA, la Fundación Ignazio Buttitta y la Asociación Cultural KIKLOS). La Asociación, como referente de la Red, se encarga de la redacción del "Plan de Medidas para la Salvaguarda de la Opera dei pupi sicilianos", cuyo objetivo es fomentar una planificación eficaz de las acciones de salvaguarda, promoción y valorización del elemento Opera dei pupi en el marco de un proyecto de gobernanza participativa y desarrollo sostenible, coherente con las Directrices Operativas de la Convención para la Salvaguarda del Patrimonio Cultural Inmaterial (2003). 
Además, en 2014, la Asociación fue acreditada como organización no gubernamental asesora ante el Comité Intergubernamental del Patrimonio Cultural Inmaterial de la UNESCO (número de registro ONG-90316); en 2015, la Asociación fue inscrita en el Registro Nacional de Investigación del MIUR (código de identificación 000358_ART3) y desde 2018, está incluida entre los Institutos Culturales de valor significativo y constatado reconocidos por el Ministerio de Bienes y Actividades Culturales; finalmente, en 2019, fue aceptada por la AICI - Asociación de Instituciones Culturales Italianas.

### Museo de la Performance
Desde su fundación, el Museo Internacional de las Marionetas ha combinado las actividades museísticas con las escénicas: al principio esencialmente la continuidad y la reproposición tradicionales, más tarde también la investigación y la innovación. No se configura, por tanto, como un lugar de conservación muerto, sino que se empeña en la revitalización de las prácticas tradicionales de actuación. El "Festival di Morgana", nacido como Reseña de la Opera dei pupi, permite, por un lado, profundizar el patrimonio siciliano y del sur de Italia, por otro lado, sitúa a los pupari en una dimensión de dignidad profesional a través de los intercambios con titiriteros de todo el mundo y con artistas contemporáneos, sentando también las bases para el estudio de las prácticas teatrales extraeuropeas, tanto en relación con el teatro de figuras en sentido estricto como con las formas tradicionales de teatro ritual. A lo largo de los años, el Museo ha ampliado su horizonte con la producción de espectáculos, incluso innovadores, gracias a su colaboración con escritores, pintores, artistas plásticos y músicos contemporáneos (como Calvino, Guttuso, Kantor, Baj, Pennisi). Esta actividad de intercambio con compañías italianas y extranjeras en el ámbito de las artes escénicas tradicionales y del teatro y del arte contemporáneos ha permitido la adquisición de materiales de interés tanto demoetnoantropológico como artístico, consolidando su imagen de museo de la performance y de responsabilidad patrimonial, que continúa su ferviente actividad entre la investigación comparativa, la experimentación museográfica, la re-propuesta de espectáculos y el soporte a las compañías de pupari.

## La colección
La exposición presenta una colección de figuras animadas (marionetas, títeres, sombras ), material escénico y carteles de origen nacional e internacional. Muchos se utilizan en las ocho prácticas escénicas de diferentes culturas y tradiciones que, como el Teatro de la Opera dei pupi, han sido declaradas por la UNESCO "Obras Maestras del Patrimonio Oral e Inmaterial de la Humanidad". También incluye marionetas de artistas contemporáneos creadas en el marco de la nueva producción del Museo.

### La Opera dei pupi y otros Patrimonios UNESCO
El primer núcleo de la colección del Museo se formó en torno a la Opera dei pupi de Sicilia. En la actualidad, el Museo posee la mayor y más completa colección de pupi de Palermo, Catania y Nápoles, incluyendo material completo de tres teatros: uno de la tradición palermitana, que perteneció a Gaspare Canino de Alcamo; uno de la tradición catanesa, que perteneció a Natale Meli de Reggio Calabria; y uno de la tradición napolitana, que perteneció a la familia Perna de Frattamaggiore. Enriquece la colección "Carinda" el pupo más antiguo del Museo, fechado en 1828 y perteneciente a la familia Canino. Según la tradición familiar, el pupo fue el primer pupo armado construido por Don Liberto Canino.
El primer núcleo de la colección del Museo se formó en torno a la Opera dei pupi de Sicilia. En la actualidad, el Museo posee la mayor y más completa colección de pupi de Palermo, Catania y Nápoles, incluyendo materiales completos de tres teatros: uno de la tradición palermitana, que perteneció a Gaspare Canino de Alcamo; uno de la tradición catanesa, que perteneció a Natale Meli de Reggio Calabria; y uno de la tradición napolitana, que perteneció a la familia Perna de Frattamaggiore. Carinda es el pupo más antiguo del Museo: fechada en 1828, según la tradición familiar  fue el primer pupo armado construido por Don Liberto Canino.

### Figuras animadas en Europa y Oriente
También hay una colección de marionetas y títeres del norte de Italia, del sur de Italia (como las guarrattelle napolitanas y los tutui sicilianos) y de otros países europeos. El Museo también expone numerosos ejemplares de Asia: marionetas de sombra indias, marionetas de palo y figuras bidimensionales javanesas (Wayang golek y Wayang klitik), marionetas de hilo birmanas (yoke thai tabin) e indias (kathputli), marionetas de agua de Vietnam (mua roi nuoc), marionetas de sombra de Malasia, Siam y China. De Oceanía una rara marioneta de las Nuevas Hébridas (Temes nevinbur).

### Figuras animadas africanas
En África el teatro de marionetas se presenta bajo diferentes formas y manifestaciones con aspectos tanto sagrados como lúdicos. En el museo se exponen las marionetas malienses llamadas Do, pertenecientes al teatro Bambara, el primer teatro de marionetas africano conocido en Europa; las ya mencionadas Gelede de Nigeria-Benín y las marionetas de palo del Congo llamadas Kebe kebe, utilizadas por los pueblos Mbochi y Kuyu, vinculadas principalmente al culto de los antepasados.

### El Contemporáneo
En el jardín de invierno, un espacio que también se utiliza para instalaciones temporales, y en la sala del teatro, se exponen obras de arte contemporáneo creadas para tres espectáculos que fueron producidos por el Museo Internacional de las Marionetas en los años 80 y 90 en colaboración con figuras de renombre internacional: las escenografías de Renato Guttuso utilizadas en el espectáculo Foresta-radice-labirinto de Italo Calvino, dirigido por Roberto Andò (1987); las marionetas y máquinas escénicas realizadas por el artista y director polaco Tadeusz Kantor para el espectáculo Macchina dell'amore e della morte (1987); y las marionetas de Enrico Baj realizadas para el espectáculo Le bleu-blanc-rouge et le Noir dell'Arc-en-terre de Massimo Schuster (1990). Recientemente se han adquirido las marionetas de mesa que Enrico Baj realizó para otros dos espectáculos de Massimo Schuster: Roncesvalles y Mahabharata.

### Recorrido de la exposición
El museo se distribuye en tres niveles y alberga numerosos espacios de exposición, una librería, una biblioteca, una videoteca, una fonoteca y una sala capaz de acoger una importante programación teatral.
| Planta baja                                                                                                   | Taquilla |
| Planta baja                                                                                                   | Librería |
| Primer piso                                                                                                   | Wayang kulit y wayang klitik, sombras de Indonesia |
| Primer piso                                                                                                   | Sbek Thom, sombras camboyanas |
| Primer piso                                                                                                   | Tholobomalatta y Togalu Bombe, sombras indias de Andra Pradesh y Mysore |
| Segundo piso                                                                                                  | Escenografías, marionetas y maquinaria escénica en el espectáculo: "Foresta, radice, labirinto" de Italo Calvino, escenografía de Renato Guttuso, dirigida por Roberto Andò; "Macchina dell'amore e della morte" de Tadeusz Kantor; "Le bleu-blanc-rouge et le Noir" de la obra Arc-en-terre de Massimo Schuster, marionetas de Enrico Baj; Roncesvalles" y "Mahabharata" de Massimo Schuster, marionetas de Enrico Baj. |
| | Yoke thay thabin, marionetas de hilo birmanas |
| Bunraku - Ningyō jōruri, marionetas de Japón                                                                  | |
| Rukada, marionetas de hilo de Sri Lanka                                                                       | |
| Kathputli, marionetas de Rajastán                                                                             | |
| Marionetas africanas: Do, marionetas de Mali; Kebe kebe, marionetas del Congo; Gelede, máscaras de los yoruba | |
| Temes nevinbur, marioneta de las Nuevas Hébridas                                                              | |
| Mua roi nuoc, marionetas de agua de Vietnam                                                                   | |
| Títeres y marionetas tradicionales del norte de Italia y otros países europeos                                | |
| Marionetas musicales de Vittorio Podrecca                                                                     | |
| Hun krabok, marionetas de Tailandia                                                                           | |
| Namsadang Nori - Kkoktu-gaksi Norum, marionetas de Corea                                                      | |
| Wayang golek, marionetas de palo javanesas                                                                    | |
| Marionetas al estilo de Palermo, Catania y Nápoles                                                            | |
| Sala del teatro                                                                                               | |

## Biblioteca y archivos multimedia Giuseppe Leggio
Anexa al Museo se encuentra la Biblioteca "Giuseppe Leggio", que contiene 30.000 mil volúmenes sobre títeres, marionetas y tradiciones populares. Existe una rara colección de guiones manuscritos del siglo XIX y principios del XX, que pertenecieron a los pupari Gaspare Canino y Natale Meli, así como la colección de dispensas caballerescas publicadas entre finales del siglo XIX y principios del XX, en particular la primera edición de la Storia dei Paladini di Francia de Giusto Lodico, que sigue siendo la principal fuente para la puesta en escena de los espectáculos tradicionales. Otras secciones están dedicadas a las tradiciones populares, la antropología cultural, la etnografía, la museografía, la lingüística, la didáctica, la historia de Sicilia, el teatro, el arte y la literatura. En 2006, la biblioteca pasó a formar parte del polo bibliotecario nacional (polo SBN de la Biblioteca Municipal de Palermo).
El Museo también alberga un archivo multimedia. La fototeca conserva fotos de los objetos inventariados y de las puestas en escena que han tenido lugar en las distintas sedes del Museo y dentro de cada una de ellas; fotos de las representaciones, así como de las distintas iniciativas llevadas a cabo a lo largo de los años, con especial referencia a las iniciativas de estudio (convenios, conferencias, seminarios) y a las exposiciones en Italia y en el extranjero. La biblioteca audiovisual conserva bobinas de grabaciones de voz relativas a representaciones de diversas formas de teatro de figuras, entrevistas y conferencias que se remontan a los años sesenta y que ya han sido transferidas a CD; grabaciones de casetes de audio; grabaciones de vídeo y materiales recogidos en parte por cuenta de la Fonoteca del Estado y en colaboración con el Instituto de Historia de las Tradiciones Populares de la Universidad de Palermo. Estos materiales han sido digitalizados o están en proceso de digitalización y todos pueden ser consultados previa solicitud. Los archivos multimedia se incrementan regularmente gracias a las actividades de documentación de la Asociación.

## Galería de fotos

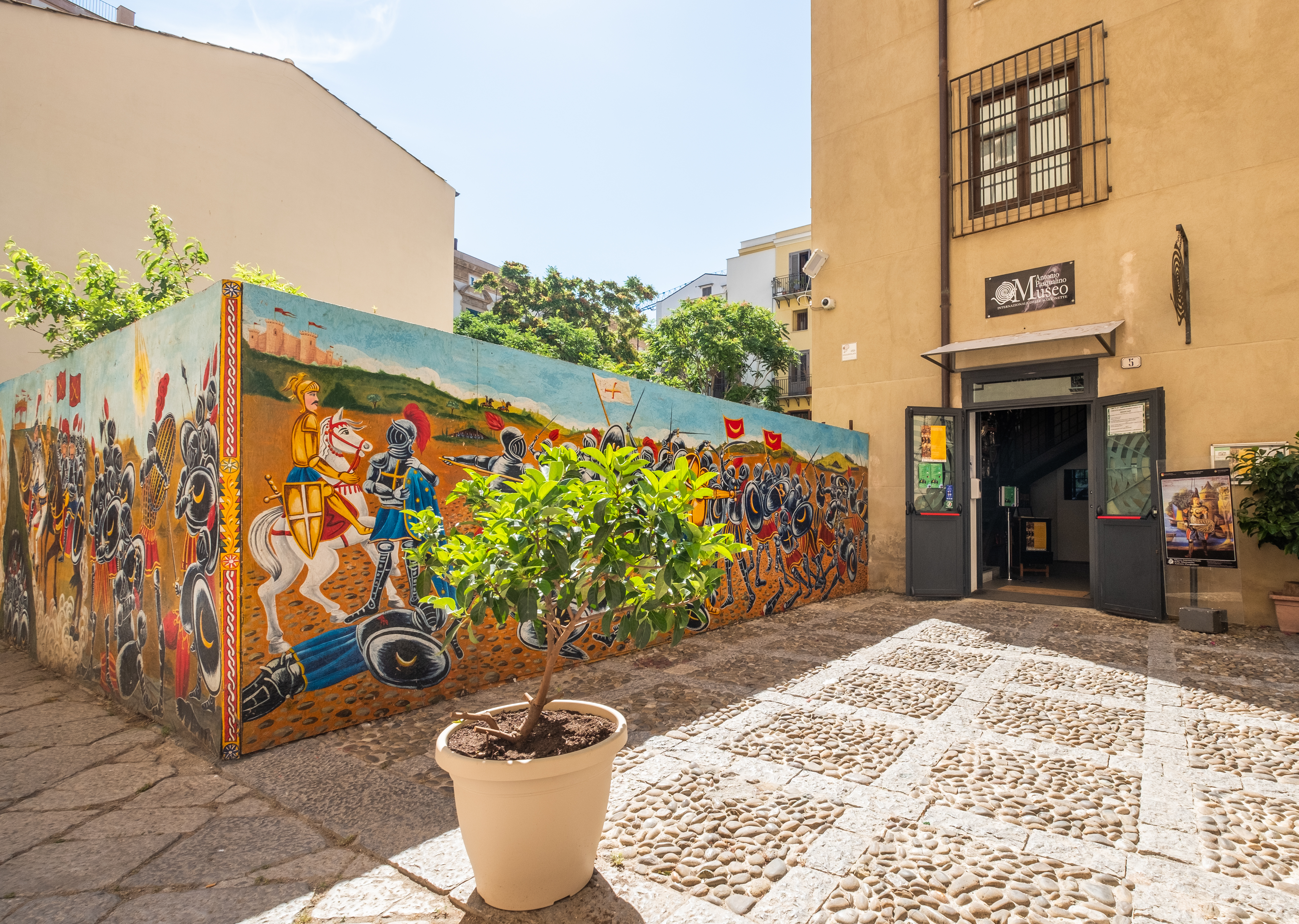
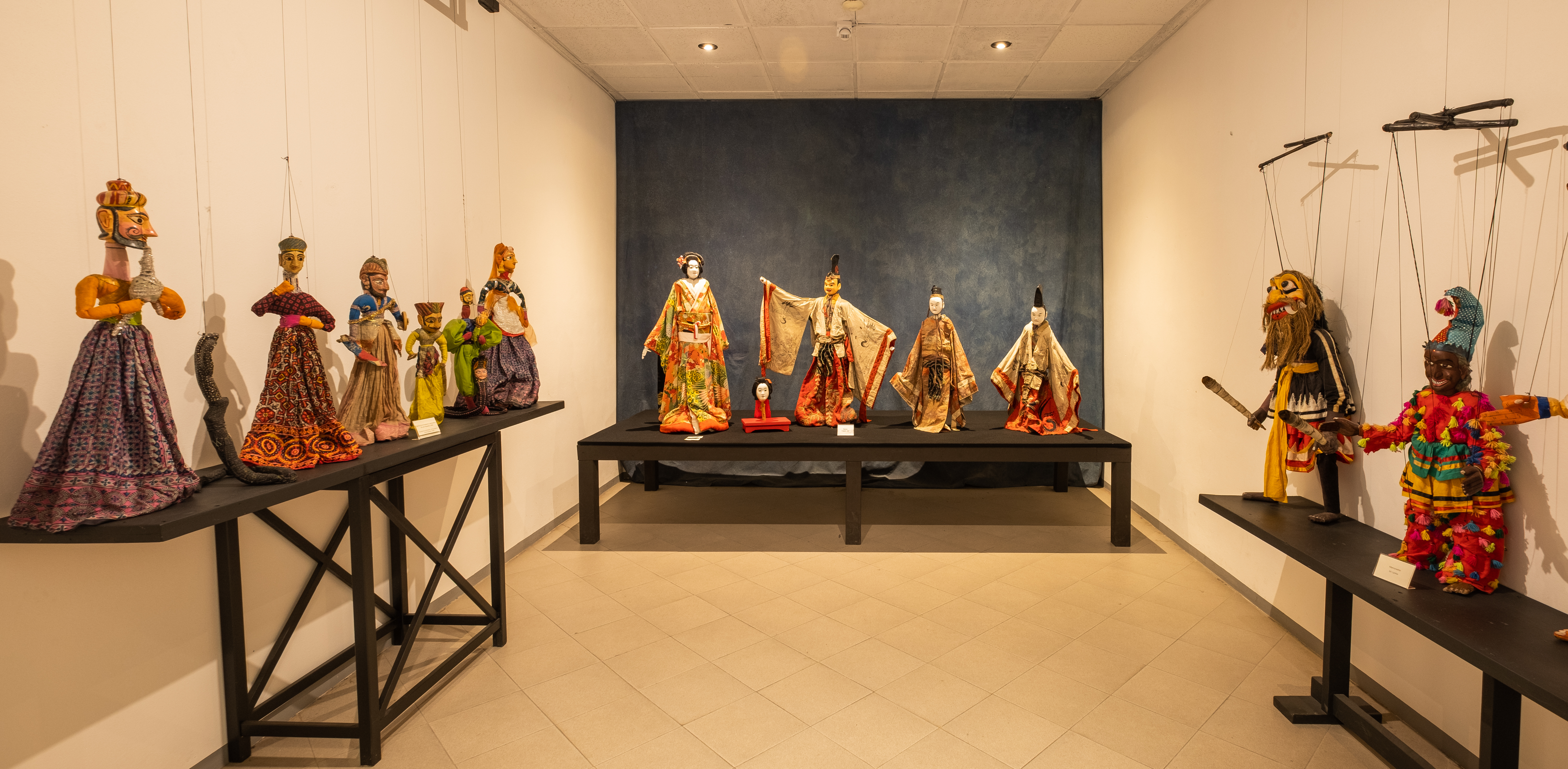
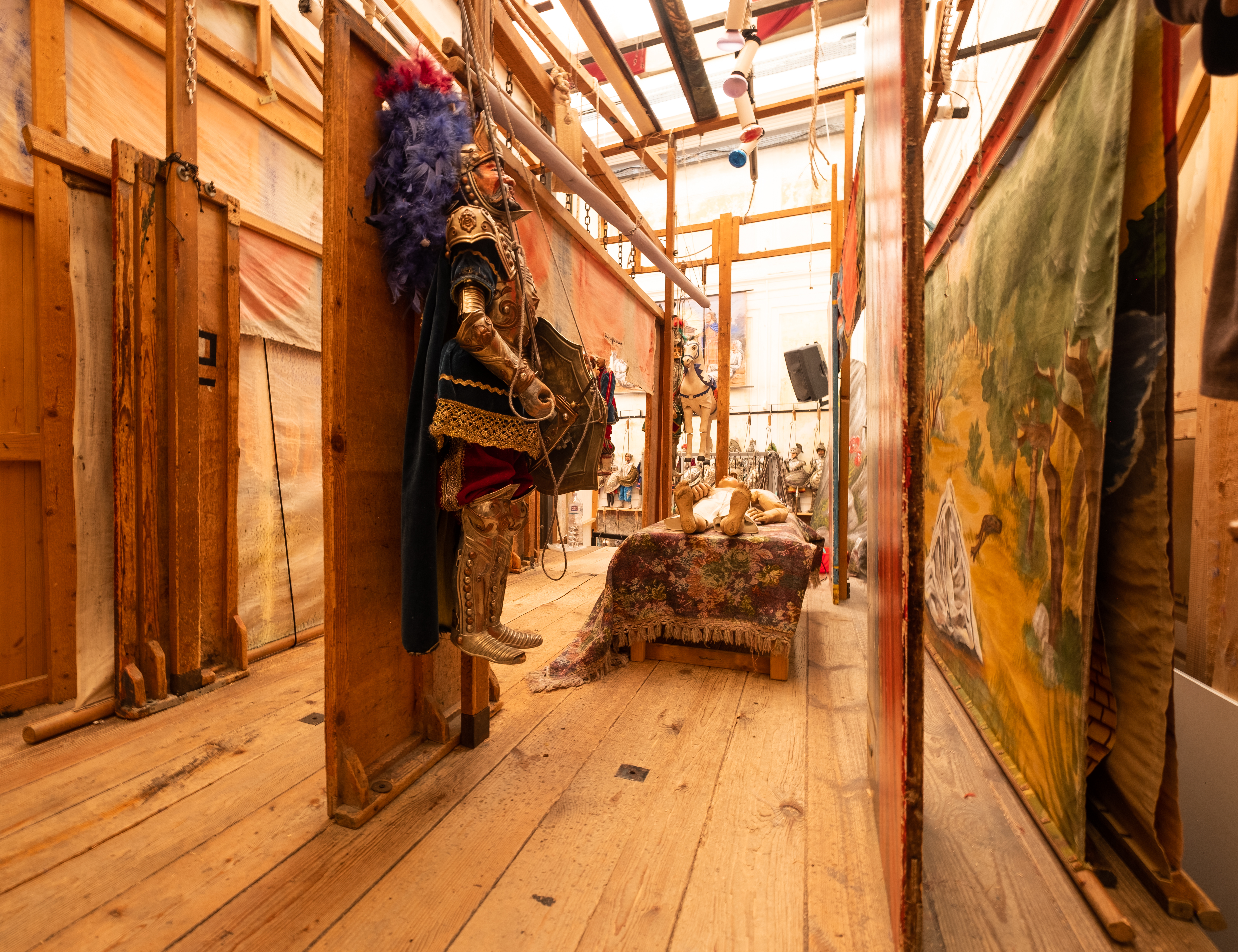
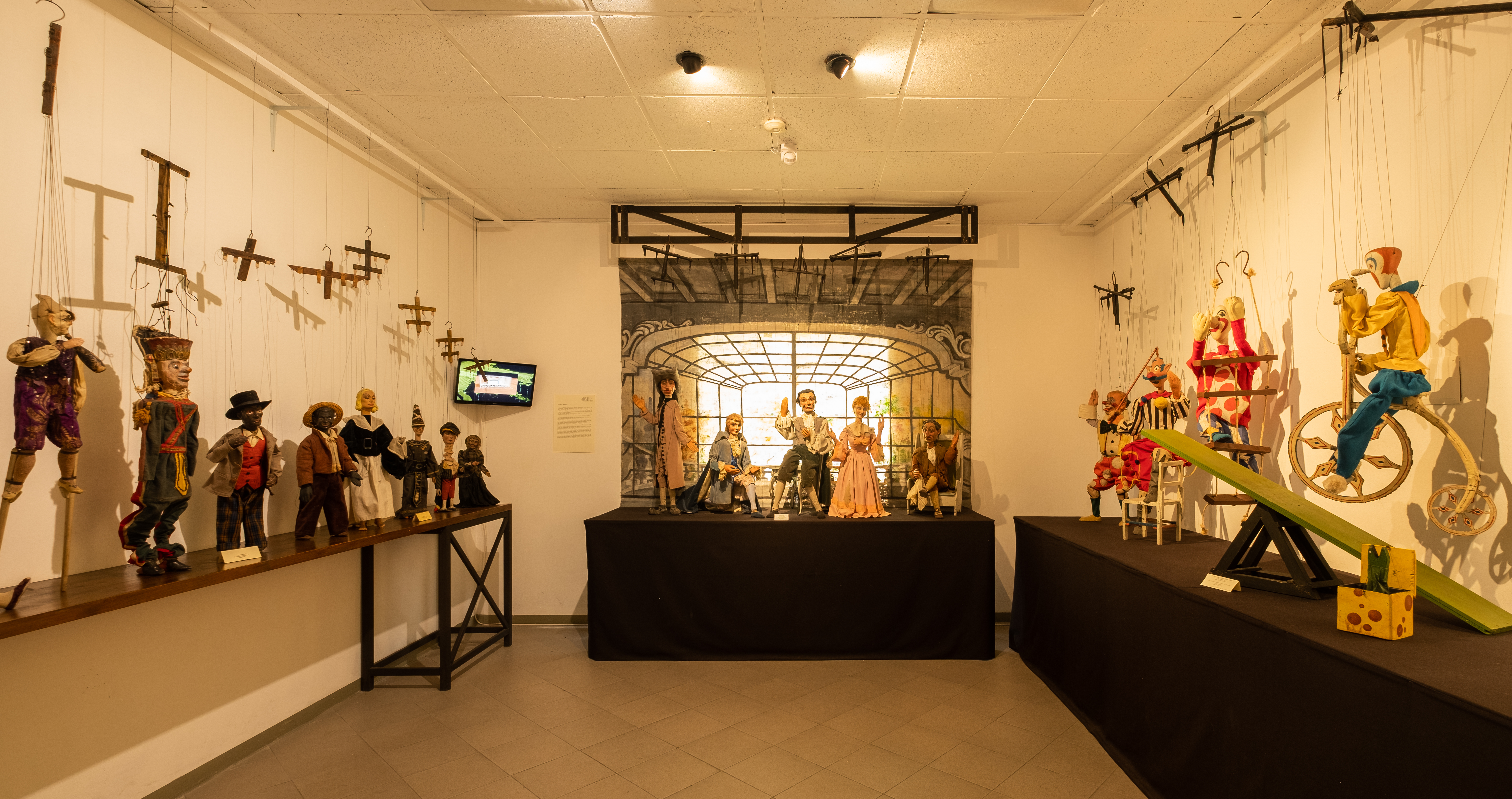
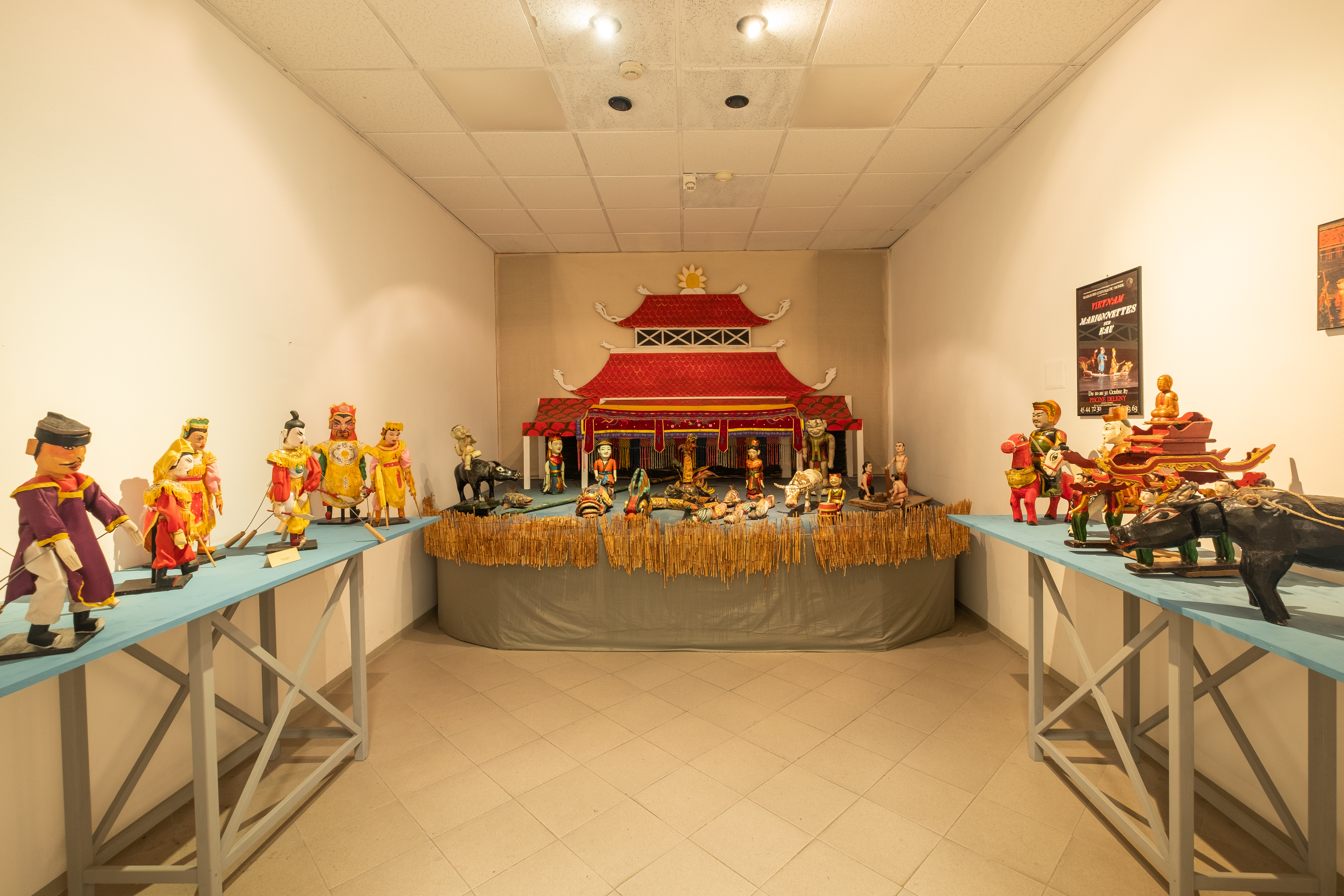
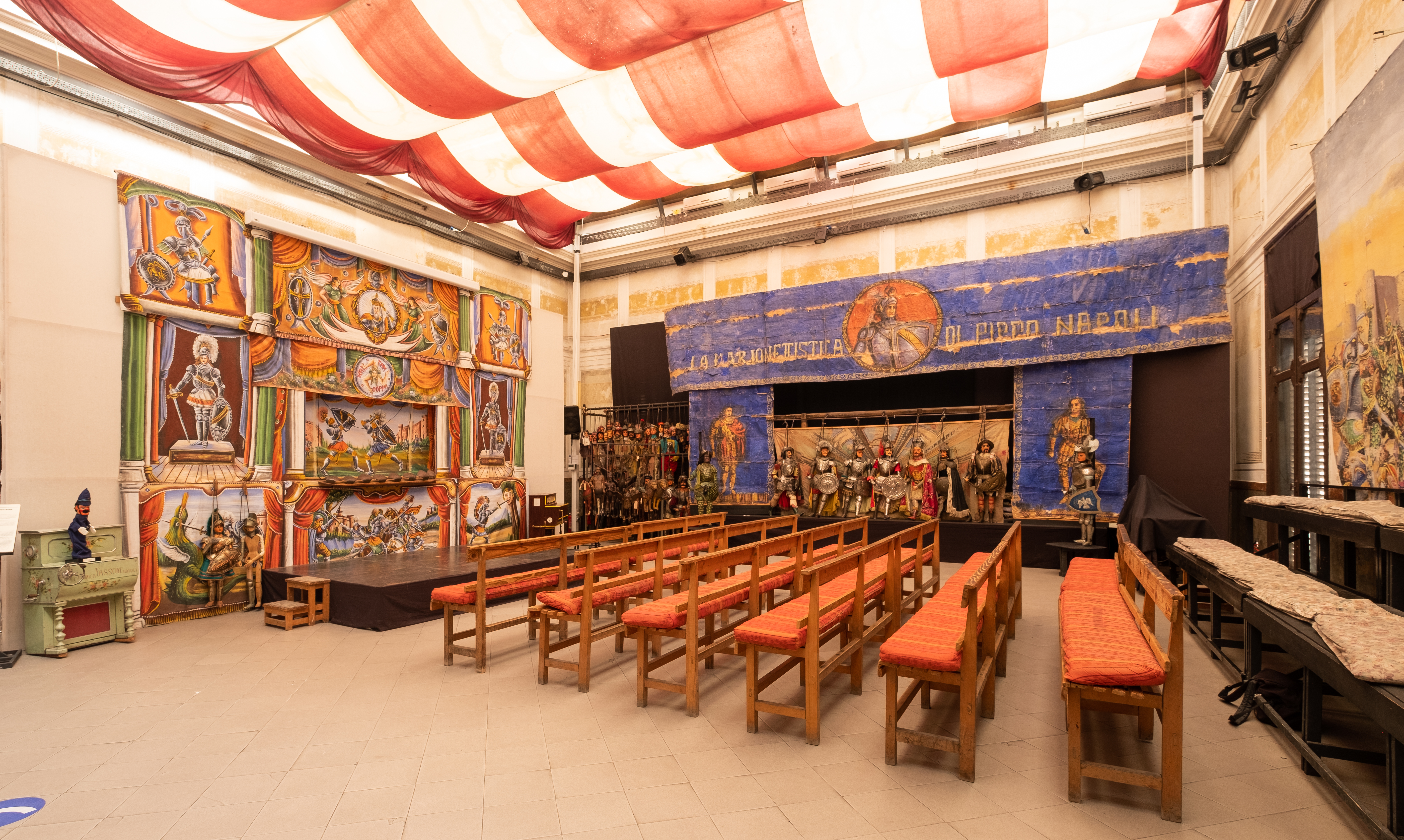
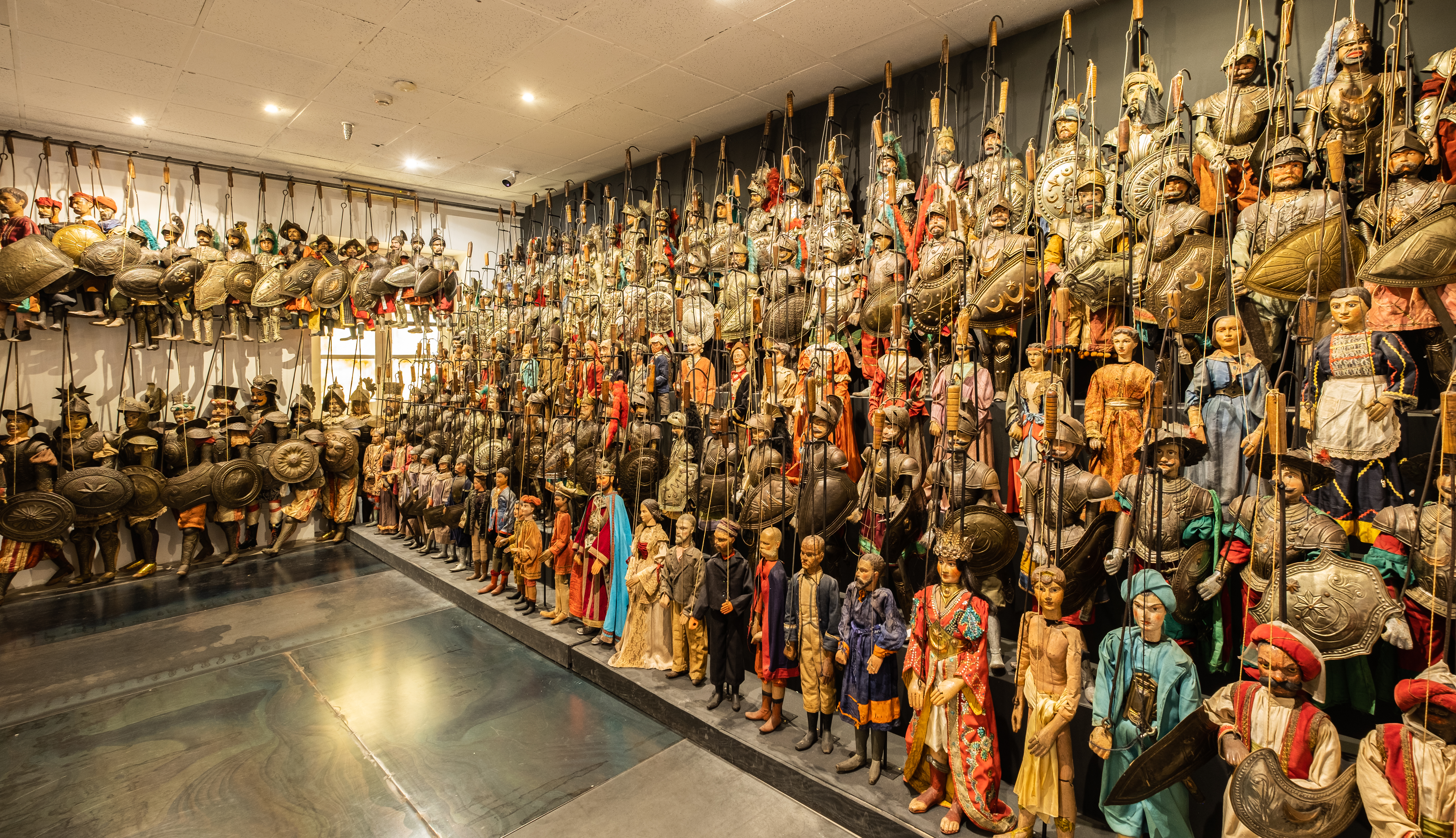
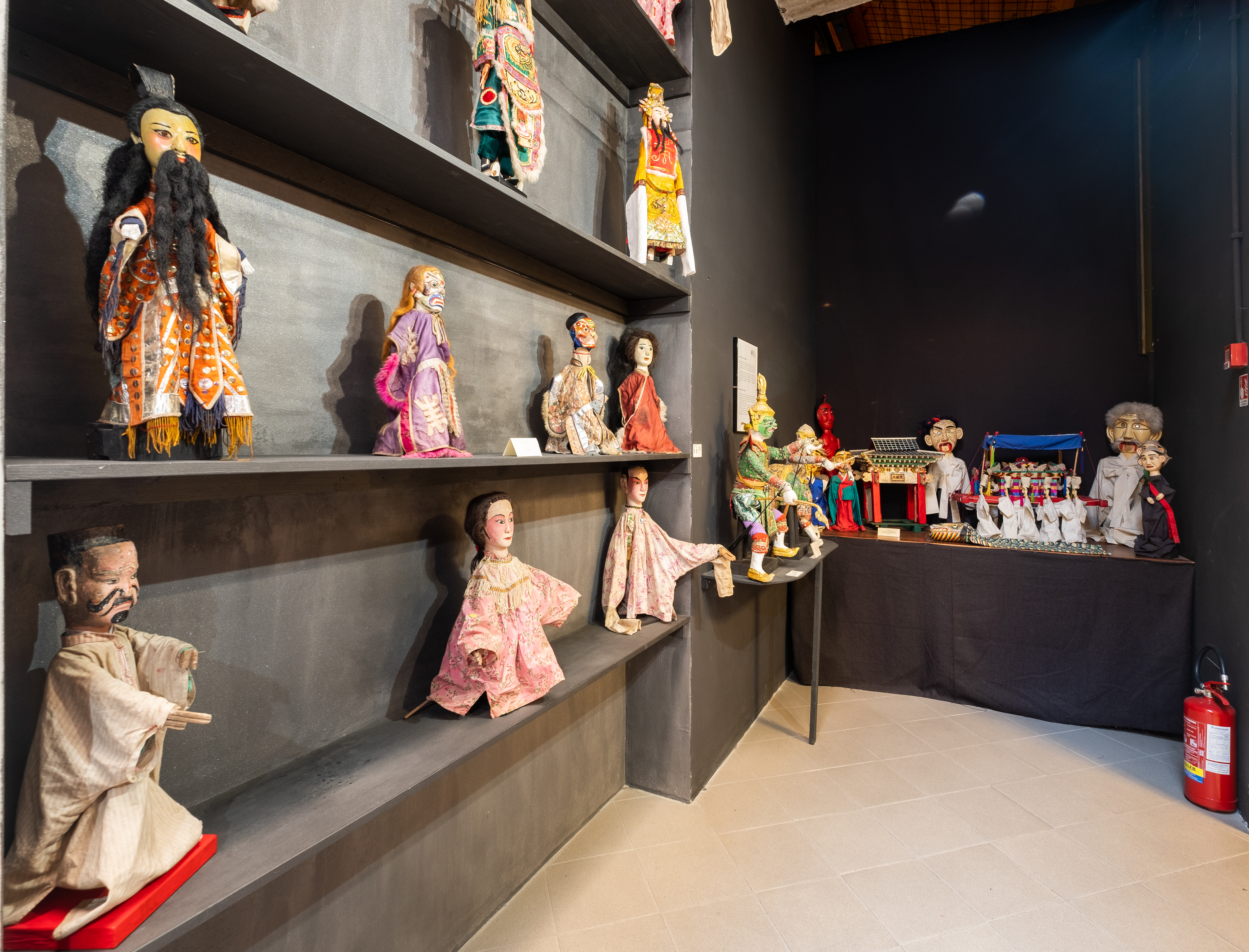
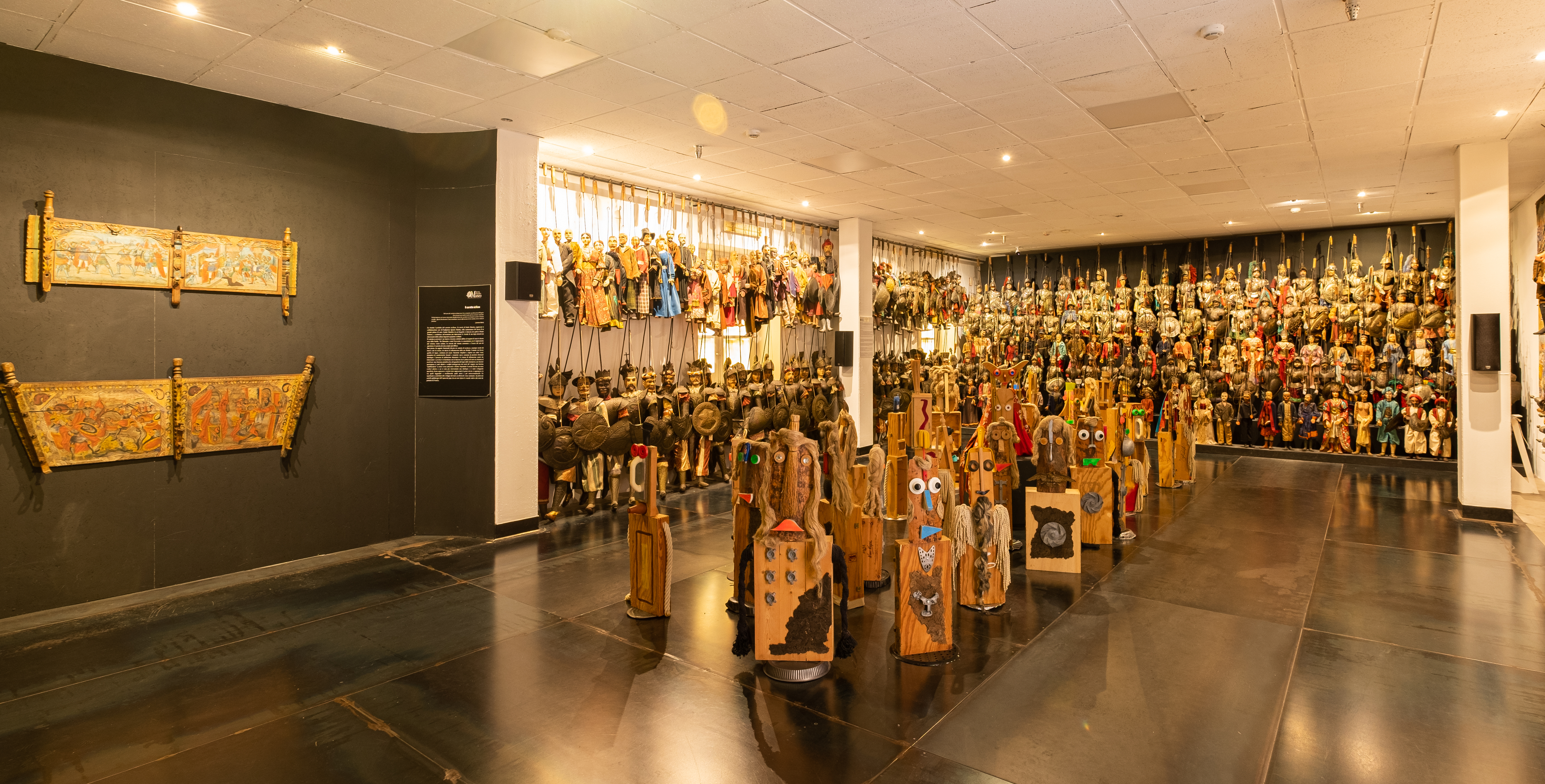
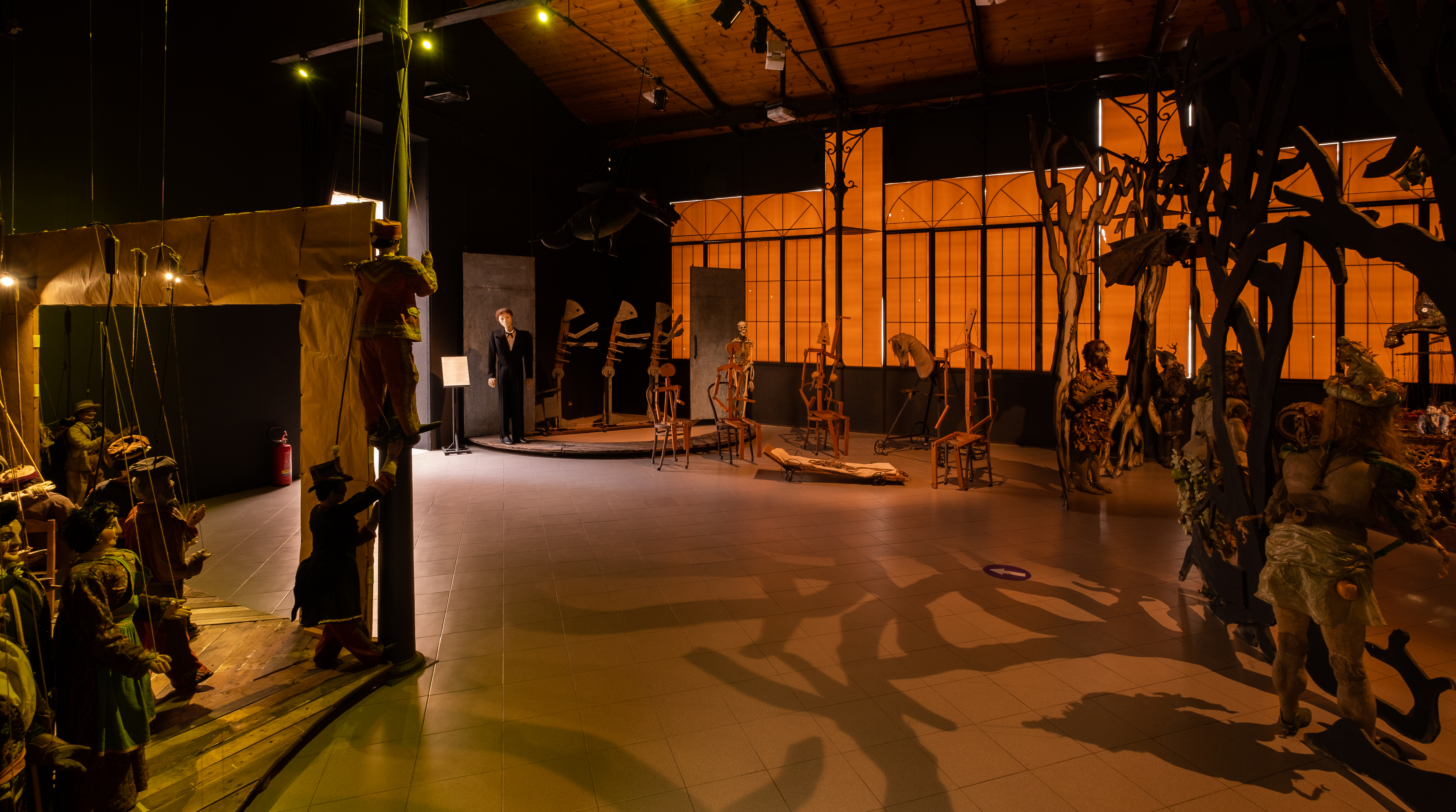
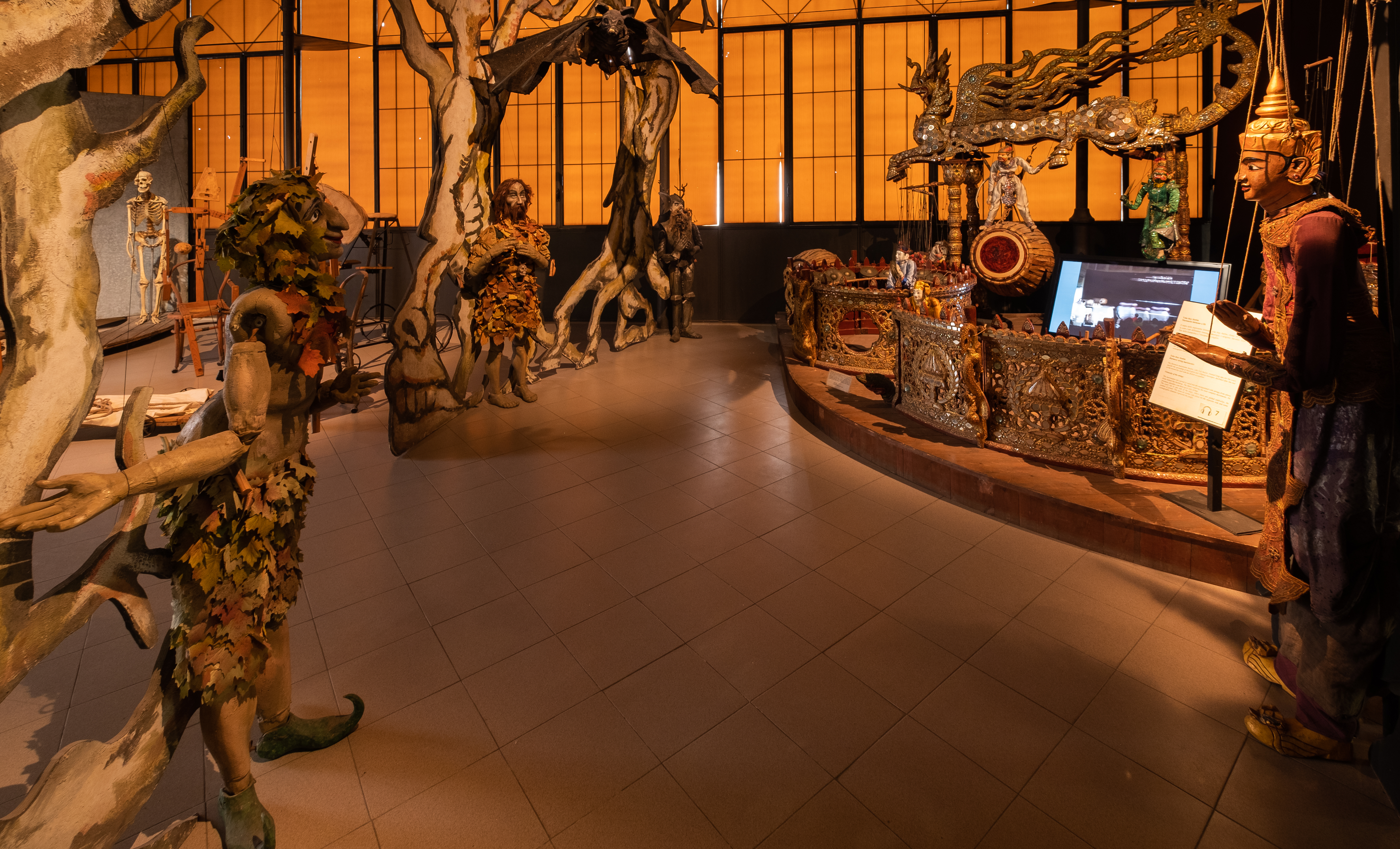
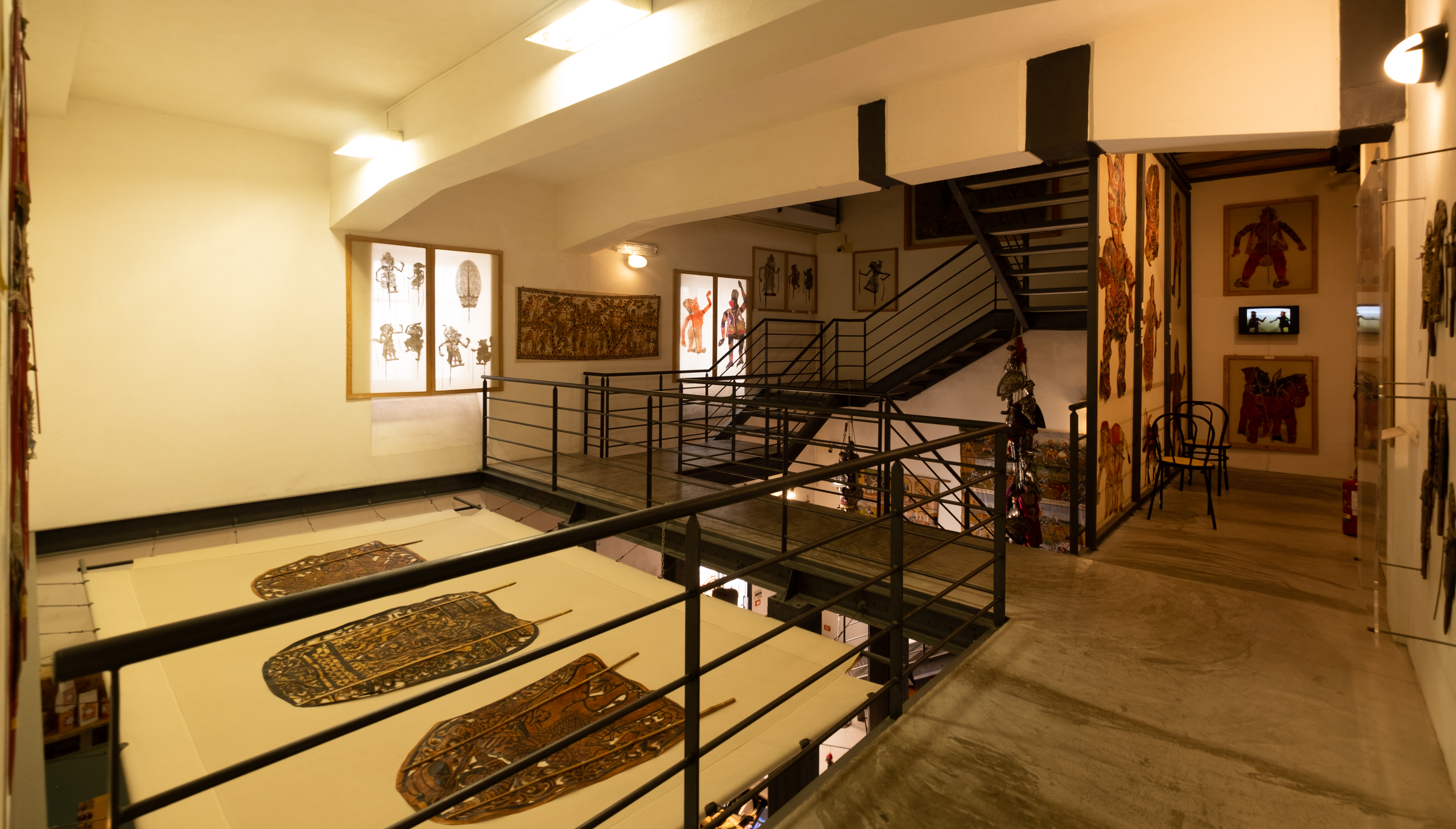
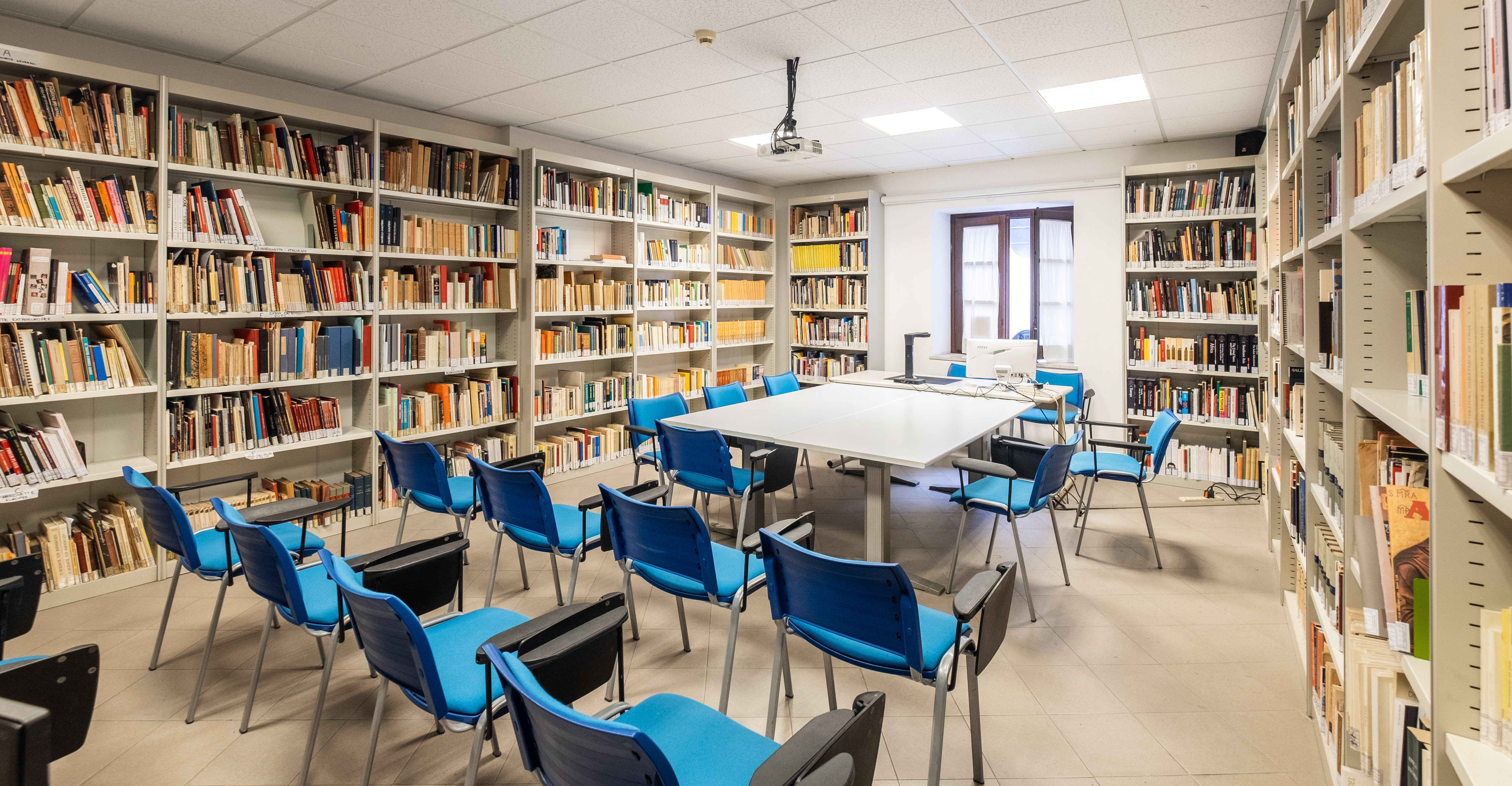
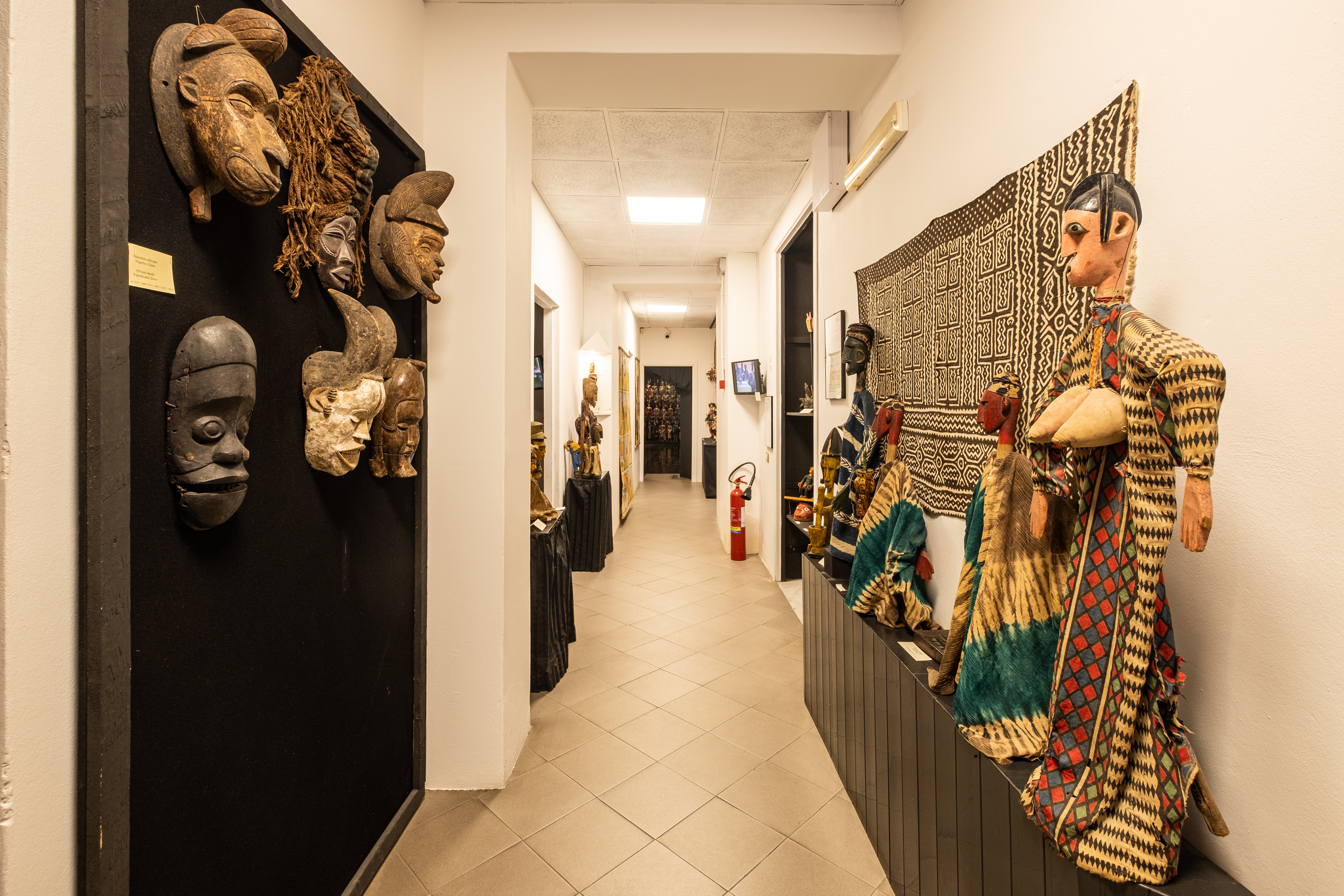